# 草東街
草東街（通用漢語：CaoDong St.，威妥瑪拼音：Ts'aoTung St.）位於中華民國臺北市士林區陽明山次分區礦寮、燒庚寮、公館地和菁礐一帶，建賢街（永公路245巷34弄）以東屬菁山里；以西屬於公館里管轄。此街為陽明山住六地區（草東街、富館街一帶為住六之六地區）之住宅區預定新建次要支道。街廓西南起自富館街，東迄於陽明山軍營。全線為雙向一至二車道，部分建有人行道和路燈；全路段範圍段籍屬於新安段六小段。

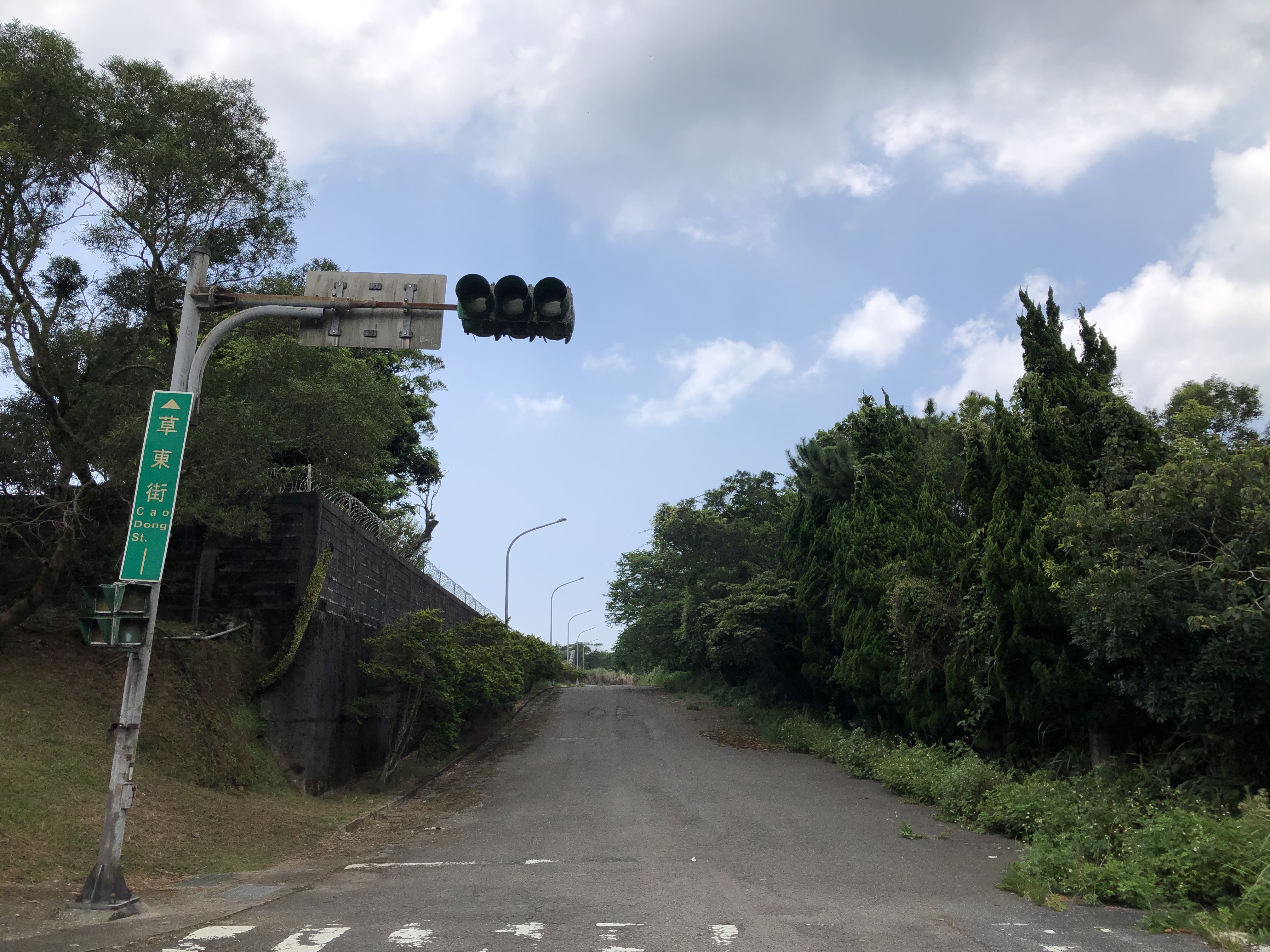
草東街以建賢街西側

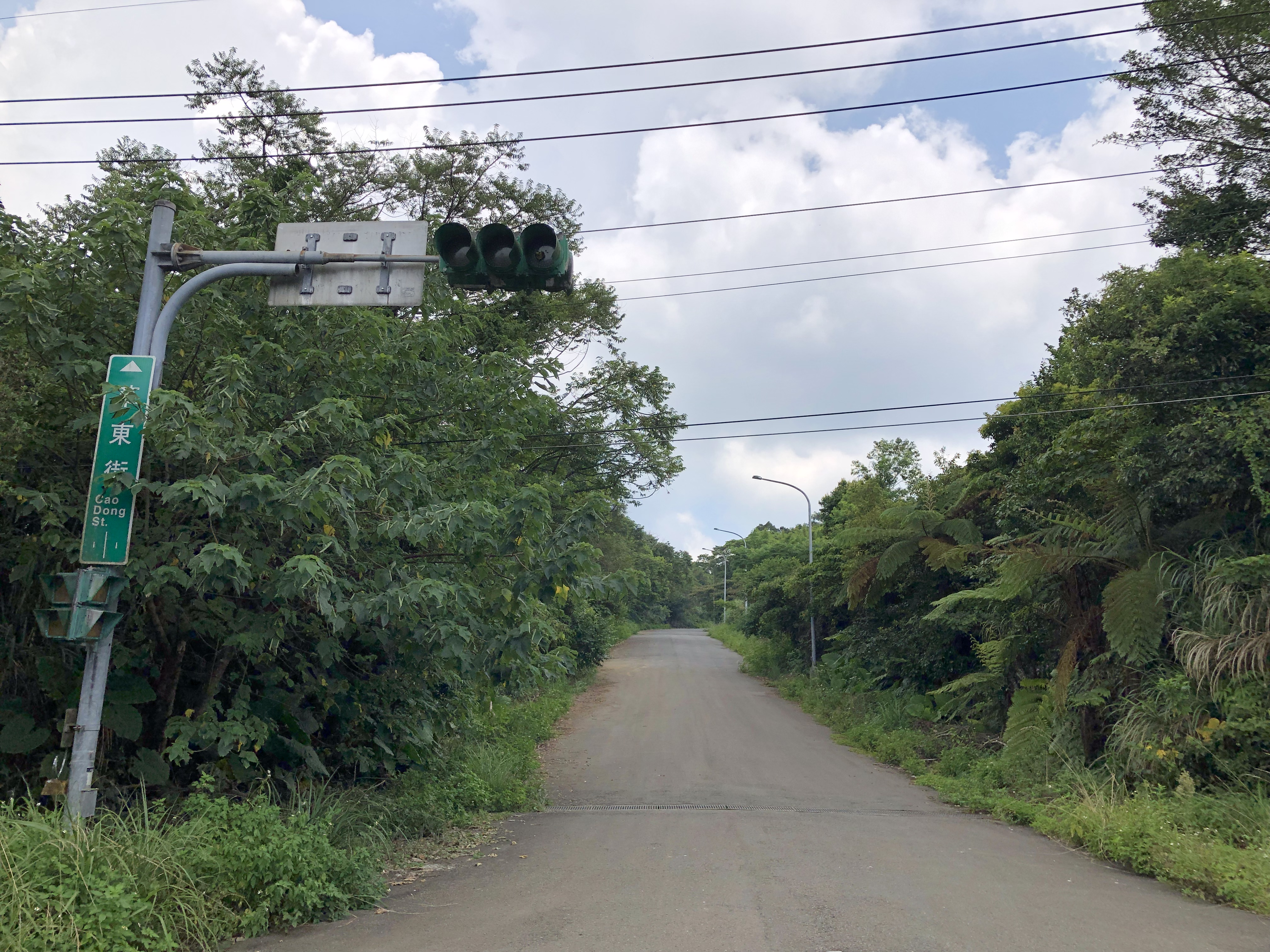
草東街以建賢街東側

## 歷史與文化
草東街東段原屬範圍為陽明山雛梅農場，當時並未有街廓形成。西段亦無路廓形成，當時僅為國際社區無線電臺之外圍。

## 娛樂文化
知名樂團草東沒有派對的團名，來源於此。

## 鄰近地點
- 住六(公二)公園[6]
- 陽明山軍營
- 士林第十一公墓
- 閻錫山故居

## 資料來源
1. ↑  https://www.google.ca/maps/place/Caodong+St,+Shilin+District,+Taipei+City,+Taiwan+111/@25.1391149,121.557677,17z/data=!3m1!4b1!4m5!3m4!1s0x3442adeb7283b971:0xda145ac0c0c0e1d9!8m2!3d25.1391101!4d121.5598657?hl=en&authuser=0
2. ↑  台北百年歷史地圖.中央研究院
3. ↑  臺北市交通地理資訊整合系統
4. ↑  中央研究院人文社會科學研究專題中心台北市百年地圖NLSC段籍圖
5. ↑  中央研究院人文社會科學研究專題中心台北市百年地圖 1995年臺北市街道圖
6. ↑  https://parks.taipei/parks/m2/pkl_parks_m2C.php?sid=562

1. ↑  臺北市山區道路(山坡地範圍非屬計畫道路之道路)維護範圍一覽表.臺北市政府工務局大地工程處.2020-10-05
2. ↑  臺北市產業道路基本資料表.臺北市政府工務局大地工程處.2017-06-12